# (200111) 1995 UO56
(200111) 1995 UO56 es un asteroide perteneciente al cinturón de asteroides, descubierto el 25 de octubre de 1995 por el equipo del Spacewatch desde el Observatorio Nacional de Kitt Peak, Arizona, Estados Unidos.

## Designación y nombre
Designado provisionalmente como 1995 UO56.

## Características orbitales
1995 UO56 está situado a una distancia media del Sol de 2,226 ua, pudiendo alejarse hasta 2,462 ua y acercarse hasta 1,991 ua. Su excentricidad es 0,105 y la inclinación orbital 2,764 grados. Emplea 1213,78 días en completar una órbita alrededor del Sol.

## Características físicas
La magnitud absoluta de 1995 UO56 es 17,9.